# TOMOYO Linux
TOMOYO Linux è un'implementazione di Mandatory Access Control (MAC) del kernel Linux.

## Introduzione
TOMOYO Linux è un'implementazione di MAC per Linux e Embedded Linux, sviluppata dalla compagnia giapponese NTT Data Corporation.
Realizza una forma di Mandatory Access Control basata su pathname, distinguendo i domini di sicurezza (domain) a seconda della cronologia di invocazione dei processi (process invocation history), che descrive il comportamento del sistema. Le policy di sicurezza sono descritte in termini di pathname e specifiche access control list.

## Storia e versioni
TOMOYO Linux è stato integrato nella mainline del Linux Kernel versione 2.6.30 (giugno 2009).
Sin dagli inizi del progetto, TOMOYO Linux è stato rilasciato come patch per il kernel Linux, inclusiva dell'insieme completo di funzionalità di Mandatory Access Control sviluppate di volta in volta.
L'inclusione di TOMOYO Linux nella versione mainline del kernel Linux era legata all'introduzione di nuovi standard hook nei Linux Security Modules (LSM), che erano stati progettati e sviluppati specificatamente secondo i requisiti di SELinux e delle tecniche di label-based MAC.
Solo all'inizio del 2009, i LSM sono stati estesi con nuovi hooks: ciò ha permesso a TOMOYO Linux di poter standardizzare i suoi meccanismi di MAC per file (soltanto) e di riproporsi per il kernel mainline.
Tuttavia, sono necessari altri hook per standardizzare tutte le altre funzionalità MAC di TOMOYO Linux. Per questo motivo, il progetto segue due linee di sviluppo parallele:
- TOMOYO Linux 1.x, versione originale
  - utilizza hooks creati di proposito
  - offre tutte le funzionalità di MAC
  - è rilasciato come patch for Linux kernel - poiché questa versione non è legata ai LSM (introdotti per la prima volta nel kernel 2.6), può essere usata sia sul kernel 2.6 (a partire dalla versione 2.6.11) che sul più vecchio kernel 2.4.
  - versione attuale: 1.7.1
- TOMOYO Linux 2.x, versione mainline
  - utilizza gli hooks standard presenti nei LSM
  - al momento, offre soltanto la funzionalità di MAC per file
  - parte integrante del Linux kernel version 2.6.30
  - versione attuale: 2.2.0

Le differenze dettagliate nella Tabella di confronto delle versioni 1.x e 2.x Archiviato il 28 maggio 2009 in Internet Archive..